# Henrik Mårtensson Teet
Henrik Mårtensson Teet, tidigare Teit, född på 1590-talet i Finland, död 1657 i Falun, var en svensk jurist och ämbetsman.

## Biografi
Henrik Mårtensson Teet var son till länsmannen Mårten Larsson Teit i Pernå och Anna Bertilsdotter. Teet blev domhavande i Uppland 1620 han var från 1623 häradshövding i Dalarna. Han blev 1630 assessor i åbo hovrätt, fullmakt 12 december 1632. Teet var även från 1635 till 1638 underlagman i Karelen och han blev bergmästare i Finland 18 maj 1638. Han utsågs till överborgmästare och burggreve i Falun 27 juli 1640 och var även från 1641 assessor i bergskollegium. Tillträdde tjänsten i Falun 1543 och avgick från stjänten i bergskollegium 1651. Han adlades 20 mars 1652 till Teet och introducerades samma år i Sveriges riddarhus som nummer 521 (som senare ändrades till 550). Teet avled 1657 i Falun och begravdes i Falu kyrka.

### Familj
Teet gifte sig första gången 1624 med Helena Utter (1603–1631). Hon var dotter till första arkivsekreteraren Peder Månsson Utter och Margareta Andersdotter. De fick tillsammans barnen studenten Johan Teet, studenten Peter Teet, Margareta Teet (1628–1694) som var gift med borgmästaren Bengt Hansson Medenius i Falun, Helena Teet (död 1658) som var gift med brukspatronen Anton Trotzig i Falun, studenten Henrik Teet, studenten Mårten Teet och studenten Anders Teet.
Teet gifte sig andra gången 1642 med Anna Troilia (1622–1666), dotter till kyrkoherden Uno Troilus i Leksands församling (en av stamfäderna till den adliga släkten von Troil) och Margareta Särbråzynthia (även kallad "Stormor i Dalom"). Anna Troilia var änka efter kyrkoherden Laurentius Nicolai Blackstadius i Stora Kopparbergs församling. De fick tillsammans barnen Christina Teet (1644–1730) som var gift med kyrkoherden Petrus Petri Gangius i Stora Tuna församling, vice lagmannen Erik Henriksson Teet (1646–1693) och Anna Teet. Efter Teets död gifte Anna Troilia om sig med biskopen Nicolaus Johannis Rudbeckius i Västerås stift.